# Tharsanthes
Tharsanthes is een geslacht van vlinders van de familie snuitmotten (Pyralidae), uit de onderfamilie Chrysauginae.

## Soorten
- T. aurantia (Dukinfield-Jones, 1912)
- T. synclisias Meyrick, 1936